# Шенаван (Лорийская область)
Шенаван — село в Лорийской области Армении, в 21 км к северо-западу от областного центра Ванадзора. Село расположено на берегу реки Шенаван, на высоте 1700 м над уровнем моря.
Предки некоторых нынешних жителей села были выходцами из Баку и Мингечаура.
Население занимается животноводством, выращиванием зерновых, кормовых культур, овощеводством и плодоводством.
В селе есть церковь (V—XIX вв.). В северной части села находятся руины села Кармир (II—I тыс. до н. э.).

## Численность населения
По данным «Сборника сведений о Кавказе» за 1880 год в селе Кизил-оран Александропольского уезда по сведениям 1873 года было 30 дворов и проживало 168 азербайджанцев (указаны как «татары»), которые были шиитами.
По данным Кавказского календаря на 1912 год, в селе Кизил-Оран Александропольского уезда проживало 388 человек, в основном армян.
Изменение численности населения в Шенаване.
| Год:     | 1831: | 1897: | 1926 год: | 1939 г .: | 1959: | 1970: | 1979: | 1989: | 2001: | 2004: |
| Жителей: | 41    | 220   | 212       | 444       | 513   | 601   | 571   | 193   | 475   | 587   |

## Список памятников истории и культуры Шенавана
Список памятников истории и культуры села Шенаван Лорийской области, опубликованный в 2002 году. утвержден Правительством Армении  . В списке всего 6 памятников.
| Памятник                   | Дата постройки   | Номерной знак                                                 | Дополнительные примечания:  |
| -------------------------- | ---------------- | ------------------------------------------------------------- | --------------------------- |
| Резиденция "Крмази хараба" | 2–1 тыс. до н.э. | 7,86 / 1: Архивная копия от 1 декабря 2017 на Wayback Machine |                             |
| Кладбище                   | 19-20 вв.        | 7,86 / 2: Архивная копия от 1 декабря 2017 на Wayback Machine |                             |
| Церковь                    | 6-7 вв.          | 7,86 / 3: Архивная копия от 1 декабря 2017 на Wayback Machine | однонефный зал, разрушенный |
| Мост                       | 19 в.            | 7.86/4 Архивная копия от 1 декабря 2017 на Wayback Machine    |                             |
| Часовня                    | 19 в.            | 7.86/5 Архивная копия от 1 декабря 2017 на Wayback Machine    |                             |
| Пещера                     |                  | 7.86/6 Архивная копия от 1 декабря 2017 на Wayback Machine    |                             |